# Яна Зікмундова
Яна Зікмундова (Mrs. Jana Zikmundova) (1956, Роудніце, Чехія) — бельгійський дипломат. Надзвичайний і Повноважний Посол Бельгії в Україні.

## Біографія
Народилася 2 грудня 1956 році в місті Роудніце в сім'ї музиканта, який у 1968 році переїхав до Бельгії. Закінчила історичний факультет Університету Льєжа, і в 1984 році здала іспити, для переходу на дипломатичну службу Бельгії. Вона працювала на різних посадах в Організації Об'єднаних Націй та Міністерстві закордонних справ Бельгії.
У 1984–1986 рр. — центральний апарат МЗС Бельгії.
У 1986–1989 рр. — Посольство Бельгії в Лімі, Перу.
У 1989–1994 рр. — перший секретар, очолює роботу з питань миру та збереження миру на Близькому Сході в Постійному Представництві Бельгії при ООН у Нью-Йорці.
У 1994–1997 рр. — Посольство Бельгії в Берні, Швейцарія.
У 1997–1998 рр. — керівник Департаменту Міністерства закордонних справ Бельгії з питань спеціалізованих інституцій системи ООН.
У 1998–2000 рр. — Управління з Європейських Справ Міністерства Закордонних Справ Бельгії.
У 2000–2004 рр. — радник Постійного представництва Бельгії при ООН у Женеві.
У 2004–2008 рр. — радник-посланник Посольства Бельгії в Лондоні у справах Європи та Африки.
У 2008–2010 рр. — директор з питань торговельної політики ЄС та ВТО Управління Європейських Справ Міністерства закордонних справ Бельгії, заступник Представника Бельгії в Комітеті з торговельної політики ЄС.
У 2010–2011 рр. — очолює Комітет з торговельної політики ЄС на рівні заступників під час головування Бельгії в Раді.
З березня 2011 року — Надзвичайний і Повноважний Посол Бельгії в Києві.
14 червня 2011 року вручила вірчі грамоти Президенту України Віктору Януковичу.